# Douglas Harding

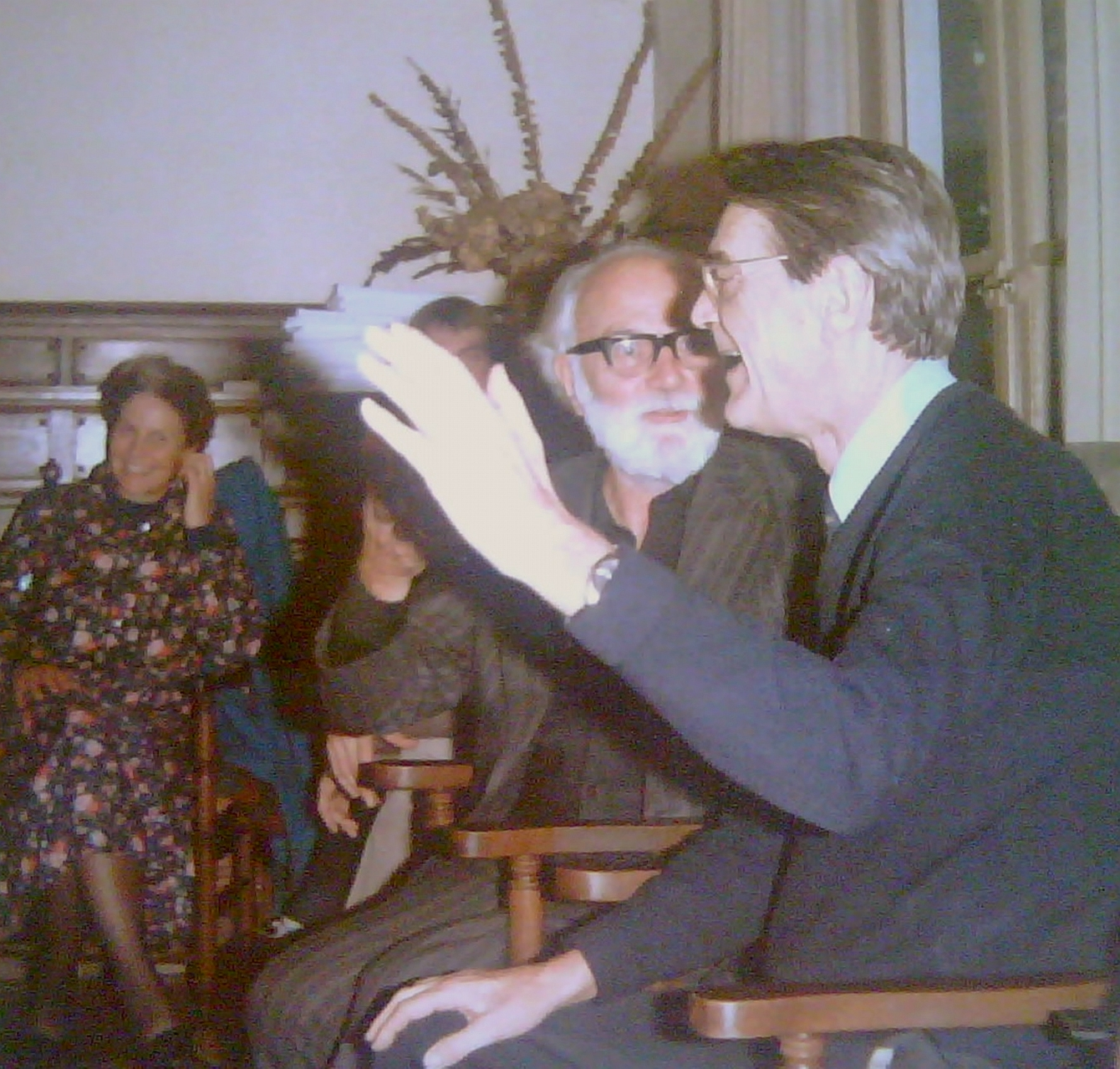
Douglas Harding (met baard)

Douglas Harding (Suffolk, 12 februari 1909 - Nacton, 11 januari 2007) was een Britse mysticus, filosoof en auteur.
Harding werd geboren in een christelijk fundamentalistische sekte, de Exclusive Plymouth Brethren. Op zijn 21ste zou hij echter deze sekte verlaten. Hij studeerde vervolgens architectuur in Londen en wordt architect in Engeland en later in Indië.
Op 33-jarige leeftijd deed hij naar eigen zeggen een ontdekking over de aard van bewustzijn die hij de 'hoofdloze toestand' noemde en die zijn leven een andere wending gaf. Hij publiceerde hierover een klassiek geworden boekje: On Having no Head (Nederl. vertaling: "Leven zonder hoofd - Zen en de herontdekking van dat wat is").